# Segunda Epístola de Pedro
II Pedro é a segunda epístola do apóstolo Pedro e o vigésimo livro do Novo Testamento, na Bíblia Sagrada, escrita, provavelmente, em 66 da era comum. 

## Data e local
O local mais provável onde a epístola teria sido escrita é a cidade de Roma. Há, porém, quem diga que esta carta é o último escrito do Novo Testamento, sendo escrita no fim do século I ou até em meados do século II.

## Destinatários e propósito da obra
Os prováveis destinatários da carta seriam a Igreja como um todo, gentios e judeus cristãos espalhados pela Ásia Menor, que seriam as mesmas comunidades da primeira epístola, onde se proliferava o gnosticismo.
O propósito da obra é advertir os cristãos contra os ensinamentos dos falsos mestres, exortando-os a continuar crescendo na fé e no conhecimento de Cristo, o que demonstra uma forte semelhança com a epístola de Judas.

## Conteúdo
Sabendo que seria morto pela sua fé, Pedro diz que buscaria meios para que suas mensagens pudessem continuar sendo propagadas após o seu martírio (II Pedro 1:12-15)
Dividida em três capítulos, a epístola aborda brevemente a certeza sobre o retorno de Jesus Cristo, fazendo uma interessante comparação com o dilúvio na época de Noé, explicando que a Terra será julgada pelo fogo.
Ao final, Pedro recomenda que o cristão deva esperar o retorno de Jesus, viver com retidão, estudar as Escrituras e buscar o seu crescimento, fazendo uma menção às epístolas de Paulo, as quais já estariam sendo deturpadas desde aquela época (II Pedro 3:15-16).
Devido às diferenças no estilo textual em relação à primeira epístola, a autoria de II Pedro muitas vezes chegou a ser colocada em dúvida nos primeiros séculos da Igreja, conforme defendia o historiador Eusébio de Cesareia, já que não fora citada antes de Orígenes no começo do século III.
No entanto, Jerónimo de Estridão, autor da Vulgata, esclareceu que as diferenças no estilo textual entre as duas epístolas de Pedro podem ser explicadas. Segundo o mesmo, na segunda carta o apóstolo não teria recebido a ajuda de Silvano na sua redação, conforme houve na ocasião anterior.